# Pizhansky (huyện)
Huyện Pizhansky (tiếng Nga: Пижанский райо́н) là một huyện hành chính tự quản (raion), của Tỉnh Kirov, Nga. Huyện có diện tích 1168 kilômét vuông, dân số thời điểm ngày 1 tháng 1 năm 2000 là 14500 người. Trung tâm của huyện đóng ở Pizhanka.